# Асоцијација (логичка заблуда)
Аргумент из асоцијације је формална заблуда која тврди да својства једне ствари морају бити и својства друге ствари ако обе ствари припадају истој групи. На пример, погрешан аргументатор може тврдити да „медведи су животиње, а медведи су опасни; стога пас, који је такође животиња, мора бити опасан“.
Када је у питању покушај да се придобије наклоност искоришћавањем постојеће злобе или презира публике према нечему другом, то се назива кривица по асоцијацији или позив на злобу. Кривица по асоцијацији може бити компонента ad hominem аргумената који нападају говорника уместо да се баве тврдњама, али су посебна класа погрешних аргумената и оба могу постојати независно један од другог.

## Формална верзија
Користећи језик теорије скупова, формална грешка може се записати на следећи начин:
- Премиса: A је у скупу S1
- Премиса: A је у скупу S2
- Премиса: B је такође у скупу S2
- Закључак: Стога, B је у скупу S1.

У нотацији логике првог реда, ова врста грешке може се изразити као (∃x ∈ S : φ(x)) ⇒ (∀x ∈ S : φ(x)).
Грешка у аргументу може се илустровати употребом Ојлеровог дијаграма: A задовољава услов да је део оба скупа S1 и S2, али представљање овога као Ојлеровог дијаграма јасно показује да B може бити у S2, али не и у S1.

## Кривица по асоцијацији
Овај облик аргументације је следећи:
- Група А износи одређену тврдњу.
- Група Б, коју неки тренутно негативно гледају, износи исту тврдњу као и Група А.
- Стога се Група А сматра повезаном са Групом Б и сада се такође негативно гледа.

Пример ове заблуде би био: „Мој противник на изборима за функцију је управо добио подршку од Удружења мрзитеља штенаца. Да ли је то особа за коју бисте желели да гласате?“

### Примери
Неки силогистички примери кривице по асоцијацији:
- Џон је преварант. Џон има црну косу. Стога су људи са црном косом нужно преваранти.
- Лајл је покварени продавац. Лајл предлаже моношину. Стога је предложена моношина нужно лудост.
- Земља X је опасна земља. Земља X има националну поштанску службу. Стога су земље са националном поштанском службом нужно опасне.
- Сајмон и Карл живе у Нешвилу и обојица су ситни криминалци. Џил живи у Нешвилу; стога је Џил нужно ситна криминалка.

Кривица по асоцијацији понекад може бити и врста ad hominem, ако аргумент напада особу због сличности између ставова некога ко износи аргумент и других заговорника аргумента.

## Галилејев гамбит
Облик асоцијацијске заблуде који често користе они који поричу добро утврђен научни или историјски став је такозвани Галилејев гамбит или Галилејева заблуда. Аргумент гласи овако: Галилеј је био исмеван у своје време због својих научних запажања, али је касније признато да је био у праву; заговорник тврди да ће, пошто њихови неконвенционални ставови изазивају исмевање и одбацивање од стране других научника, касније бити препознати као тачни, као што је био Галилејев случај. Гамбит је мањкав по томе што исмевање не мора нужно бити у корелацији са тим да је у праву и да су многи људи који су исмевани у историји, заправо, нису били у праву. Слично томе, Карл Сејган је сматрао да су се људи смејали генијима попут Кристофера Колумба и браће Рајт, али „смејали су се и Бозу Кловну“. Често га чине они чије теорије одбацују заједнички научни консензус.

## Белешке
1. ↑  Идеја да је Колумбо својим савременицима доказао да је Земља сферна је историјска заблуда;[7] see Myth of the flat Earth.

## Додатак
- Hansen, Hans V.; Pinto, Robert C., ур. (1995). Fallacies: Classical and Contemporary Readings. Pennsylvania State University Press. ISBN 0-271-01417-2.
- Bibliography on Fallacies

## Спољашњи линкови
- The Fallacy Files at Guilt by Association
- "Transfer technique" at Propagandacritic.com
- "Testimonial" at Propagandacritic.com